# Relatório Neil
O Neil Report foi um relatório publicado pela BBC no dia 23 de junho de 2004, onde foram declarados os valores centrais da atividade jornalística da emissora, visando seu fortalecimento. O documento foi produto da revisão das práticas jornalísticas da BBC e correspondia a um novo modo de como a corporação avaliava alcançar a meta da imparcialidade.
Segundo Danilo Rothberg (2011), a produção do relatório foi motivada pelo caso do jornalista Andrew Gilligan, que em 23 de maio de 2003, divulgou uma matéria acusando o governo do Reino Unido de exceder nas suspeitas contra o Iraque em um dossiê acerca da existência de armas de destruição de massa. David Kelly, cientista inglês e principal fonte do jornalista da emissora, suicidou-se. A partir disso, o parlamento determinou uma investigação sobre o caso, que constatou através do inquérito Hutton Report a inocência do governo, responsabilizando a BBC pelas informações sem fundamento e cobrou da emissora mecanismos mais rigorosos em suas apurações. Depois do caso o jornalista pediu demissão.
O relatório enfatiza, primeiramente, a precisão como valor central, respeitando nos procedimentos jornalísticos a exatidão dos fatos. O segundo aspecto diz respeito à relevância dos assuntos abordados, buscando um significativo impacto social. Outro ponto destaca a imparcialidade e a diversidade de opiniões como valores centrais que se relacionam e estabelecem uma função de dependência, sendo a primeira viabilizada pela existência da segunda. O documento ainda evidencia a independência da BBC em relação a partidos e governos, como outra dimensão fundamental para a emissora alcançar um jornalismo melhor.